# 2099 (canção)
"2099" é uma canção da cantora britânica Charli XCX com a cantor australiano Troye Sivan. Foi lançado em 10 de setembro de 2019 como o quarto e último single promocional do terceiro álbum de estúdio de Charli XCX, Charli (2019). A música foi produzida por AG Cook e Ö.

## Antecedentes e promoção
A música se tornou a segunda colaboração entre os dois artistas, depois que a dupla havia colaborado anteriormente na faixa "1999" em 2018. Charli XCX e Sivan estreou e apresentou a música ao vivo pela primeira vez em seu próprio festival de música Pride, "Go West Fest". em Los Angeles, em 7 de junho de 2019. Foi descrito como uma sequência de sua primeira colaboração "1999".

## Composição
Em entrevista ao Papermag, Charli comparou a música a uma viagem ao espaço. Comentando o contexto lírico, ela opinou que "parecia meio poético, suponho, terminar em" 2099 "com Troye, indo para o futuro, ano diferente". Quanto a um significado mais profundo da música, no entanto, ela sugeriu que "você pode ler o quanto quiser, mas também se não quiser, tudo bem". Ela elaborou ainda mais o outro, dizendo que achava "tão exagerado e agressivo".

## Vídeo musical
O videoclipe foi lançado em 17 de setembro de 2019 e foi dirigido por Bradley & Pablo. Apresenta os cantores andando de jet skis e fazendo várias jogadas. Alex Robert Ross, do The Fader, comparou o visual a nomes como James Bond. Trey Alston, da MTV, assumiu que o vídeo aconteceria no futuro e apontou que ambos os cantores visivelmente "se divertem muito". A própria Charli XCX descreveu o vídeo como "o melhor vídeo de todos os tempos".

## Histórico de lançamentos
| Região | Data                   | Formato                    | Gravadora          | Ref.   |
| ------ | ---------------------- | -------------------------- | ------------------ | ------ |
| Mundo  | 10 de setembro de 2019 | Download digital streaming | Asylum Atlantic UK | [ 12 ] |